# Route nationale 2 (France métropolitaine)
Pour les articles homonymes, voir N2 et Route nationale 2.
En métropole, la route nationale 2, ou RN 2, est une route nationale française reliant Paris à la frontière franco-belge, en passant par l'Île de France et la Picardie. La configuration de la route est en 2x2 voies, majoritairement à 110km/h, de Paris à Soissons. Le projet est de la moderniser en 2x2 voies sur tout le tracé, et est en cours.
Cette route a autrefois été appelée « Route de Flandre ». Néanmoins, elle ne mène pas en Flandre mais dans la région voisine du Hainaut. Cependant, par le passé, l'expression désignait par métonymie un ensemble plus large comprenant l'ensemble des Pays-Bas (soit actuellement les pays du Benelux).
La RN 2 a fait l'objet, à la fin des années 1990, d'une étude pour un quadruplement. Il est en cours de réalisation.

## Historique

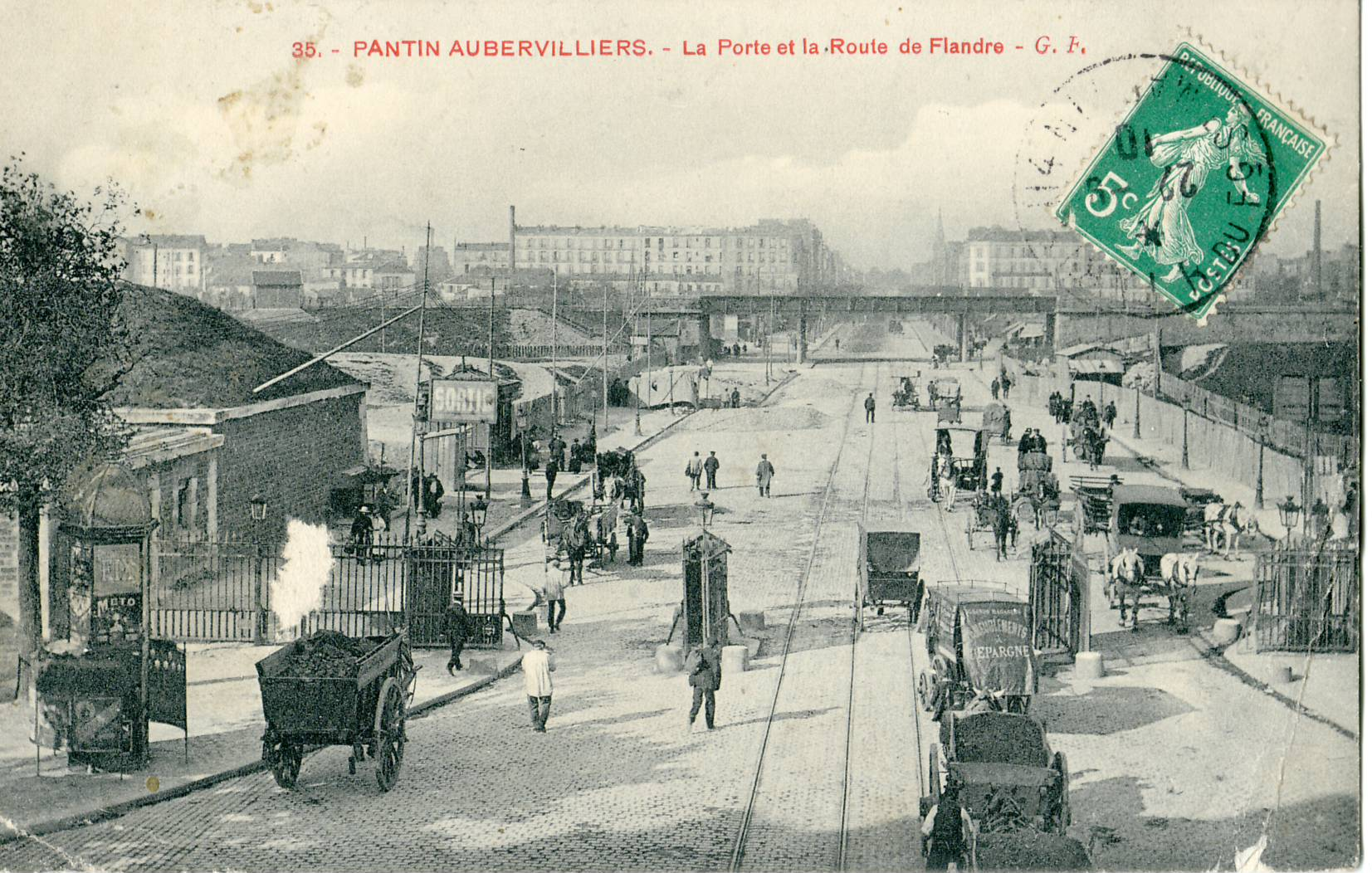
GF 35 - PANTIN AUBERVILLIERS - La Porte et la Route de Flandre

Autrefois appelée « Route de Flandre », son tracé a été modifié une première fois dans les années 1970, en raison de la création de l'aéroport de Paris-Charles-de-Gaulle, entre Le Bourget et Dammartin-en-Goële. L'ancien tracé passait par la Patte d'Oie de Gonesse, Roissy-en-France, Le Mesnil-Amelot et Longperrier.
La route a été renumérotée RN 17 entre le Pont Yblon et la Patte d'Oie de Gonesse, le reste du tronçon étant déclassé en RD 902 dans le Val-d'Oise et en RD 401 en Seine-et-Marne. La route a été déviée par Aulnay-sous-Bois et Villepinte, passant ainsi au sud de l'aéroport Charles-de-Gaulle.
Elle restera en presque totalité dans le domaine routier national après 2006. Il n'est prévu le déclassement que de la section urbaine située dans le département de la Seine-Saint-Denis, entre Paris et la A170, ancien tronçon de la Francilienne, en RD 932.

## Projets de modernisation
Depuis les années 1980 ou 1990, le projet est de passer d'une route à 2 voies à une route à 4 voies (2×2 voies). Cependant, le projet a pris du retard, notamment par manque de financement. Certaines sections de routes ont été quadruplées, pour d'autres les travaux sont en cours.

### Au nord
La RN 2 a fait l'objet, à la fin des années 1990, d'une étude pour un quadruplement dans sa partie nord.
- Le choix du tracé a été négocié vers les années 2000 alors que, à la suite de la loi Voynet d'orientation pour l'aménagement et le développement durable du territoire (LOADDT), le Schéma régional d'aménagement et de développement du territoire (SRADT) et les Schémas de services collectifs (dont le SSC « Transports et marchandises » et le SSC « Espaces naturels et ruraux (ENR) ») étaient en cours de développement ou application.
- En vue de l'enquête publique, une étude d'impacts a été faite et la DDE a synthétisé le projet en 7 variantes, plus ou moins bien « notées » selon leurs impacts estimés sur utilité, coût, nuisances, patrimoine, économie, agriculture, environnement…
- En 2009-2011, elle fait l'objet, sur une grande partie de son tracé nord, d'un doublement par quatre nouvelles voies à construire à l'est des deux voies existantes (six voies parallèles seront donc disponibles au total sur ces tronçons, ce qui renforce fortement son impact en termes de fragmentation écopaysagère, en particulier dans le Parc naturel régional de l'Avesnois où elle coupe la haie d'Avesnes (forêt linéaire orientée est-ouest, conservée pour des raisons militaires, de grande valeur environnementale en tant que relique probable de la forêt préhistorique et en tant que corridor biologique unique pour la Trame verte nationale et de la région Nord-Pas-de-Calais).

La traversée du département du Nord ainsi que le nord de l'Aisne est en cours d'aménagement (construction d'échangeurs et de deux voies supplémentaires entre Avesnes-sur-Helpe et la Belgique via Maubeuge, d'ici 2020, avec quelques réserves de la part de certains experts).

### Au sud
Sur sa section sud, de la limite de l'Île-de-France à la forêt de Retz dans les départements de l'Oise et de l'Aisne, la RN 2 a fait l'objet d'un projet de modernisation de 2009 à 2018, comprenant la mise aux normes 2 X 2 voies avec dénivellation des carrefours, et la construction de contournements d'agglomérations, au même gabarit. En 2012, le tronçon Le Plessis-Belleville - Nanteuil-le-Haudouin ainsi que la déviation de cette commune sont aménagés selon cette norme, suivis en 2018 par la déviation de Gondreville, puis la même année, celle de Vaumoise. La traversée des forêts est en parallèle sécurisée, avec la mise en place de clôtures et la réalisation de passages pour la traversée des grands animaux. Ainsi, plusieurs écoducs sont aménagés, avec le symbole de certaines espèces (lézard). 
Début 2025, l'ensemble du tracé Paris-Laon a été aménagé en 2x2 voies. Il reste cependant la déviation de Boissy-Lévignen, dont les études sont en cours, et dont les travaux devaient initialement démarrer en 2025. Le viaduc de Vauciennes, dont la réalisation était prévue en 2030, est en cours de construction. Concrètement, le viaduc fera 40 mètres de hauteur, aura 400 mètres de la Vallée de l'Automne à franchir au sud de Vauciennes. Le trafic sur cette portion est très important.
Avec la création de la Cité Internationale de la Langue Française, Villers-Cotterêts souhaite créer un aménagement pour sécuriser son contournement périphérique, en implantant une bretelle. 
Avant ces aménagements, la RN 2 était un axe particulièrement accidentogène dans la traversée de l'Oise.

## Tracé
Elle est entièrement à 2×2 voies du Blanc-Mesnil à Boissy-Lévignen dans le sens Paris-Picardie, avec une bande d'arrêt d'urgence et suivant une configuration autoroutière. Néanmoins, elle est limitée à 110 kilomètres/heure, et certaines portions sont à 90 kilomètres/heure, dans le cas de carrefours aménagés (notamment en Picardie, de Saint-Pierre-Aigle à Soissons). La suite du tracé, de Soissons à Laon est en 2x2 voies, avec certaines portions aménagés et récemment sécurisées.
Voir le tracé de la RN 2 sur GoogleMaps

### De Villepinte à Nanteuil-le-Haudouin
|        | Communes             | Km   | Description                                                                                 |
| ------ | -------------------- | ---- | ------------------------------------------------------------------------------------------- |
| 4      | Villepinte           | 15.6 | Échangeur desservant la D 40 : Villepinte, Tremblay-en-France, Sevran                       |
| Sortie | Mitry-Mory           | 18.2 | Fin du tronc commun avec l' A170 qui se dirige vers l' A104 Meaux, Chelles, Marne-la-Vallée |
| 5a     | Compans              | 22.6 | Échangeur desservant la D 212 : Claye-Souilly, Mitry-Mory                                   |
| 5b     | Compans              | 23.3 | Échangeur desservant l'A104 : Roissy CDG, Le Mesnil-Amelot                                  |
| 7      | Saint-Mard           | 28.2 | D 404 : Dammartin-en-Goële, Longperrier                                                     |
| 8      | Dammartin-en-Goële   | 31.0 | D 401 : Saint-Soupplets, Othis                                                              |
| Sortie | Lagny-le-Sec         | 34.8 | D 84 : Lagny-le-Sec, Ève, Ver-sur-Launette (demi-échangeur)                                 |
| Sortie | Lagny-le-Sec         | 36.2 | N 330 : Senlis, Meaux, Le Plessis-Belleville, Ermenonville                                  |
| Sortie | Nanteuil-le-Haudouin | 42.9 | D 148 : Nanteuil-gare et ZASenlis                                                           |
| Sortie | Nanteuil-le-Haudouin | 44.3 | D 136 : Crépy-en-Valois, Ormoy-Villers, Betz, Nanteuil-le-H.-centre                         |

### De Nanteuil-le-Haudouin à Soissons
|        | Communes           | Km   | Description                                                |
| ------ | ------------------ | ---- | ---------------------------------------------------------- |
|        | Boissy-Fresnoy     | 48.7 | Début du créneau de dépassement de Boissy-Fresnoy          |
|        | Boissy-Fresnoy     | 51.2 | Fin du créneau de dépassement de Boissy-Fresnoy            |
|        | Lévignen           | 51.5 | Entrée dans Boissy-Lévignen                                |
|        | Lévignen           | 52.0 | Sortie de Boissy-Lévignen                                  |
|        | Lévignen           | 52.3 | Début du contournement de Lévignen                         |
| Sortie | Lévignen           | 53.4 | D 332 : Betz, Lévignen                                     |
| Sortie | Lévignen           | 55.0 | D 25 : Crépy-en-Valois, Ormoy-le-Davien                    |
|        | Gondreville        | 56.8 | Entrée dans Gondreville                                    |
|        | Gondreville        | 57.3 | Sortie de Gondreville                                      |
|        | Coyolles           | 59.7 | Carrefour avec la D 88                                     |
|        | Coyolles           | 60.3 | Passage à niveau avec la ligne de La Plaine à Hirson       |
|        | Vaumoise           | 60.8 | Carrefour avec D 1324 et début d'un créneau de dépassement |
|        | Vauciennes         | 61.5 | Début du contournement de Vauciennes                       |
| Sortie | Vauciennes         | 62.0 | Sortie vers Vez, Vauciennes                                |
|        | Vauciennes         | 63.0 | Fin du contournement de Vauciennes                         |
|        | Vauciennes         | 63.4 | Carrefour avec D 813L                                      |
|        | Largny-sur-Automne | 64.3 | Début de section à 2x2 voies                               |
| Sortie | Villers-Cotterêts  | 66.5 | D 231 : Villers-Cotterêts, Largny-sur-Automne              |
| Sortie | Villers-Cotterêts  | 68.2 | D 973 : Haramont, Compiègne                                |
| Sortie | Villers-Cotterêts  | 69.5 | D 81 : Meaux, Château-Thierry, Vivières, Vic-sur-Aisne     |
|        | Villers-Cotterêts  | 71.8 | Carrefour avec D 231                                       |
| Sortie | Montgobert         | 75.3 | D 2 : Cœuvres-et-Valsery, Montgobert                       |
|        | Saint-Pierre-Aigle | 79.3 | Carrefour avec la D 17                                     |
|        | Saint-Pierre-Aigle | 79.5 | Reprise de la 2x2 voies                                    |
| Sortie | Chaudun            | 82.6 | D 172 : Dommiers, Chaudun, Ploisy, Courmelles              |
|        | Ploisy             | 84.0 | Carrefour avec la D 176                                    |
|        | Ploisy             | 84.2 | Reprise de la 2x2 voies                                    |
|        | Courmelles         | 85.4 | Carrefour non dénivelé                                     |
|        | Courmelles         | 85.6 | Reprise de la 2x2 voies                                    |
|        | Vauxbuin           | 86.7 | Carrefour avec la D 942                                    |
|        | Vauxbuin           | 86.8 | Reprise de la 2x2 voies                                    |
|        | Vauxbuin           | 87.7 | Pente dangereuse (6,5 %)                                   |
|        | Soissons           | 89.5 | Dessert la N 31 vers Soissons-centre, Compiègne, Rouen     |

### De Soissons à Laon
|        | Communes                                | Km   | Description |
| ------ | --------------------------------------- | ---- | --- |
|        | Soissons                                | 90.2 | Début de la rocade de Soissons |
| Sortie | Vauxbuin                                | 90.6 | D 1 et D 913 vers Château-Thierry, Troyes, Soissons-Chevreux, Belleu, Courmelles, Vauxbuin                                                |
| Sortie | Belleu                                  | 91.3 | Sortie vers Belleu (trois-quarts échangeur)                                                                                               |
| Sortie | Billy-sur-Aisne                         | 94.0 | N 31 vers Reims, Venizel, Braine, Villeneuve-Saint-Georges                                                                                |
|        | Villeneuve-Saint-Germain                | 94.9 | Passage de 2x2 voies séparées à 2x1 voies dénivelées mais non séparées                                                                    |
|        | Villeneuve-Saint-Germain / Bucy-le-Long | 96.0 | Pont sur l'Aisne |
|        | Bucy-le-Long                            | 96.3 | Créneau de dépassement de Bucy-le-Long ; route à chaussées séparées                                                                       |
| Sortie | Bucy-le-Long                            | 97.2 | D 925 vers Saint-Quentin, Bucy-centre, Crouy, Vailly-sur-Aisne (trois-qaurts échangeur) ; route à chaussées séparées                      |
| Sortie | Crouy                                   | 97.8 | D 304 vers Soissons, Saint-Quentin, Crouy, Vailly-sur-Aisne, Bucy-le-Long (Bretelle isolée)                                               |
| Sortie | Crouy                                   | 99.2 | Bretelle isolée vers Crouy |
|        | Crouy                                   | 99.5 | Carrefour avec voies communales |
|        | Crouy                                   | 99.8 | Fin de route à chaussées séparées |
|        | Margival                                | 102  | Début de voie express |
| Sortie | Margival                                | 102  | D 53 D 536 vers Margival, Vregny, Nanteuil-la-Fosse, Bucy-le-Long                                                                         |
| Sortie | Laffaux                                 | 106  | D 23 D 26 vers Laffaux, Pinon, Anizy-le-Château                                                                                           |
| Sortie | Chavignon                               | 110  | D 14 D 23 vers Chavignon, Craonne, Lac de Monampteuil                                                                                     |
| Sortie | Laval-en-Laonnois                       | 118  | D 23 D 25 D 65 D 542 vers Laval-en-Laonnois, Bruyères-et-Montbérault, Étouvelles, Mons-en-Laonnois                                        |
|        | Étouvelles                              | 120  | Carrefour avec voie communale |
|        | Étouvelles                              | 120  | Reprise de la 2x2 voies |
| Sortie | Étouvelles                              | 122  | D 542 vers Laon-Leuilly, Chivy-lès-Étouvelles                                                                                             |
|        | Laon                                    | 123  | Carrefour avec la D 651 |
|        | Laon                                    | 123  | Giratoire desservant la D 5 et la D 1044 vers Laon-centre, Chauny-Tergnier et Saint-Quentin (bretelle directe pour poursuivre sur la N 2) |

### De Laon à la frontière franco-belge

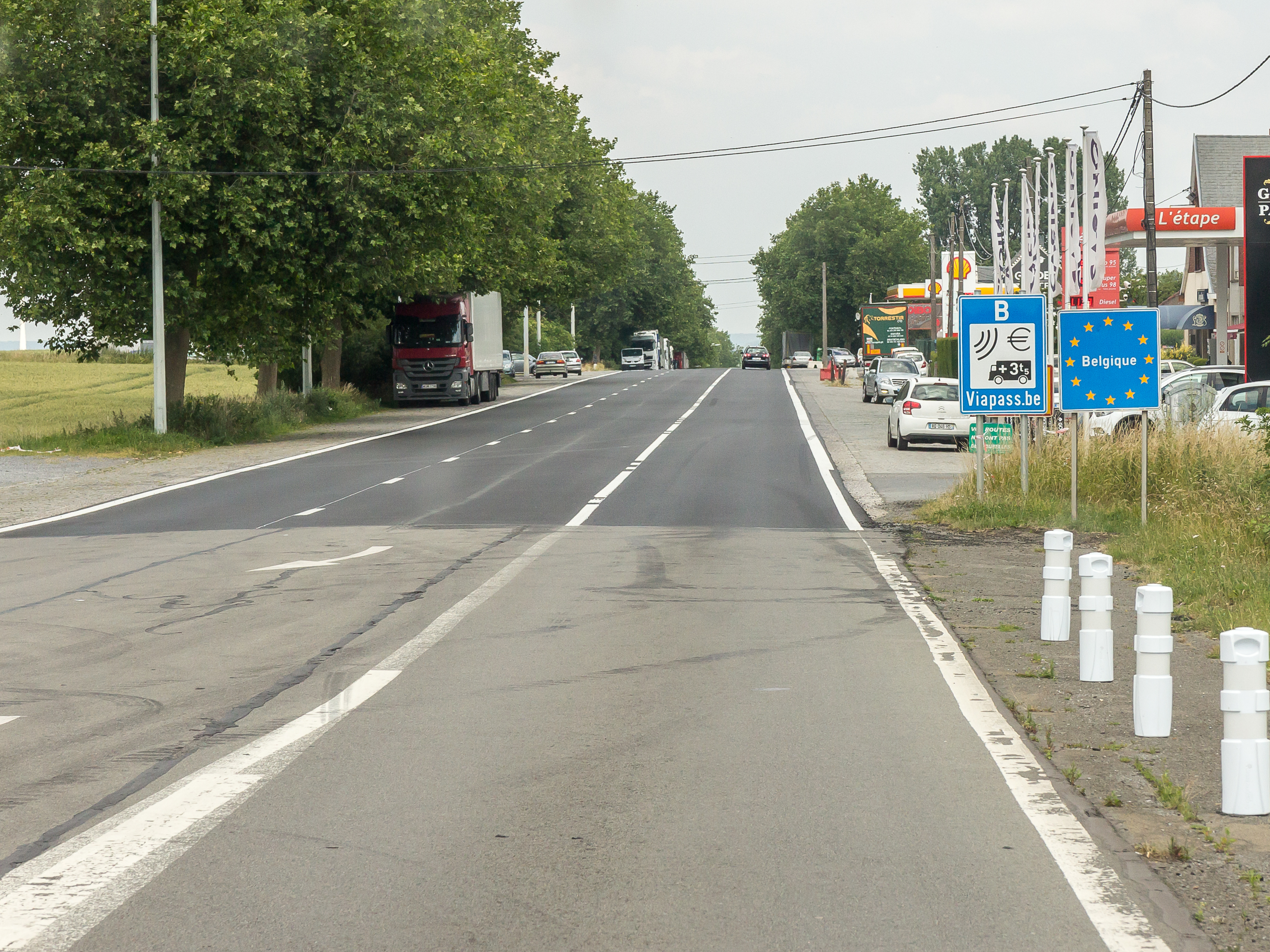
Frontière avec la Belgique

|        | Communes             | Description |
| ------ | -------------------- | --- |
| Sortie | Laon                 | Sortie vers Fismes, Laon-Ardon |
|        | Laon                 | Premier créneau de dépassement de Laon |
|        | Laon                 | Fin du créneau de dépassement |
|        | Laon                 | Second créneau de dépassement de Laon |
|        | Laon                 | Fin du créneau de dépassement |
| Sortie | Laon                 | Sortie vers Laon-Champagne, Cité médiévale (bretelle isolée)                                                                                          |
|        | Laon                 | Giratoire desservant la D 181 et la D 1044 vers Laon-centre, Reims, Sissonne, Festieux, Lac de l'Ailette, Chemin des dames                            |
|        | Laon                 | Passage sur la ligne de Reims à Laon |
| Sortie | Laon                 | D 977 vers Laon-centre, Charleville-Mézières, Athies-sous-Laon, Montcornet, Liesse                                                                    |
|        | Athies-sous-Laon     | Giratoire desservant la D 541 vers Crécy-sur-Serre, ZA Champ du Roy                                                                                   |
|        | Chambry              | Giratoire desservant la D 51 vers Monceau-le-Waast, Pierrepont, Chambry                                                                               |
|        | Chambry              | Giratoire desservant la D 546 et l' A26 vers Saint-Quentin, Lille, Calais, Reims, Barenton-Bugny                                                      |
|        | Froidmont-Cohartille | Entrée dans Froidmont |
|        | Froidmont-Cohartille | Sortie de Froidmont |
|        | Voyenne              | Début de section aménagée en voie express mais limitation à 90 km/h (car véhicules lents notamment agricoles autorisés)                               |
| Sortie | Voyenne              | D 633 vers Voyenne, Toulis-et-Attencourt |
|        | Voyenne              | Fin de section aménagée en voie express |
|        | Voyenne              | Giratoire desservant la D 63 vers Marle-centre, Voyenne                                                                                               |
|        | Marle                | Passage sur la ligne de La Plaine à Hirson |
|        | Marle                | Entrée dans Marle |
|        | Marle                | D 946 vers Montigny-sous-Marle, Marcy-sous-Marle, Montcornet, Liesse-Notre-Dame, Le Hérie-la-Viéville, Sains-Richaumont, Guise, Origny-Sainte-Benoîte |
|        | Marle                | Sortie de Marle |
|        | Thiernu              | Entrée dans Thiernu |
|        | Thiernu              | Sortie de Thiernu |
|        | Lugny                | Passage sur la ligne de La Plaine à Hirson |
|        | Lugny                | Entrée dans Lugny |
|        | Lugny                | Sortie de Lugny et début du créneau de dépassement |
|        | Lugny                | Fin du créneau de dépassement |
|        | Gercy                | Entrée dans Gercy |
|        | Gercy                | Sortie de Gercy et début du créneau de dépassement |
|        | Gercy                | Fin du créneau de Gercy |
|        | Vervins              | Créneau de Vervins |
|        | Vervins              | Fin du créneau de Vervins |
|        | Vervins              | Entrée dans Vervins |
|        | Vervins              | Passage sous la ligne de La Plaine à Hirson |
|        | Vervins              | D 960 vers Guise et Voulpaix |
|        | Vervins              | D 963 vers Charleroi, Hirson |
|        | Fontaine-lès-Vervins | Entrée dans Fontaine-lès-Vervins |
|        | Fontaine-lès-Vervins | Sortie de Fontaine-lès-Vervins |
|        | Étréaupont           | Entrée dans Étréaupont |
|        | Étréaupont           | Sortie d'Étréaupont |
|        | Froidestrées         | Entrée dans Froidestrées |
|        | Froidestrées         | Sortie de Froidestrées |
|        | La Capelle           | Entrée dans La Capelle |
|        | La Capelle           | Sortie de La Capelle |
|        | La Flamengrie        | Entrée dans La Flamengrie |
|        | La Flamengrie        | Sortie de La Flamengrie |
|        | Larouillies          | Entrée dans Larouillies |
|        | Larouillies          | Sortie de Larouillies |
|        | Étrœungt             | Contournement d'Étrœungt |
|        | Étrœungt             | Carrefour avec D 964 |
|        | Étrœungt             | Reprise de la 2x2 voies |
|        | Étrœungt             | Carrefour avec D 964 ; fin du contournement |
|        | Avesnelles           | Entrée dans Avesnelles |
|        | Avesnelles           | D 951 vers Fourmies, Trélon, Sains-du-Nord, Avesnelles, Avesnes-sur-Helpe                                                                             |
|        | Avesnes-sur-Helpe    | Entrée dans Avesnes-sur-Helpe |
|        | Avesnes-sur-Helpe    | Carrefour avec D 962 vers Marbaix, Landrecies, Maroilles                                                                                              |
|        | Avesnes-sur-Helpe    | Pont sur la ligne de Fives à Hirson |
|        | Avesnes-sur-Helpe    | Sortie d'Avesnes-sur-Helpe |
|        | Bas-Lieu             | Passage dans hameau de la commune |
|        | Bas-Lieu             | Passage dans hameau de la commune |
|        | Dourlers             | Entrée dans Dourlers |
|        | Dourlers             | Sortie de Dourlers |
|        | Beaufort             | Giratoire desservant D 602 vers Saint-Remy-du-Nord, Beaufort ; début provisoire de voie rapide vers Maubeuge                                          |
|        | Beaufort             | Échangeur provisoire |
|        | Beaufort             | Début de la 2x2 voies |
| Sortie | Louvroil             | D 602 D 2602 D 95 vers Dinant, Maubeuge-centre, Hautmont-centre, Ferrière-la-Grande, Louvroil                                                         |
| Sortie | Louvroil             | D 121 vers Centre commercial |
|        | Maubeuge             | Passage sur la ligne de Creil à Jeumont |
| Sortie | Maubeuge             | D 195 vers Maubeuge-ouest, Hautmont-Nord, Neuf-Mesnil                                                                                                 |
|        | Maubeuge             | Passage sur la ligne de Creil à Jeumont |
|        | Maubeuge             | D 649 vers Valenciennes, Bavay, La Longueville, Feignies ; fin de la voie rapide                                                                      |
|        | Maubeuge             | Passage sur la ligne de Creil à Jeumont |
|        | Maubeuge             | Giratoire contrôlé par des feux desservant la D 2602                                                                                                  |
|        | Mairieux             | Entrée dans Mairieux |
|        | Mairieux             | Sortie de Mairieux |
|        | Bettignies           | Entrée dans Bettignies |
|        | Bettignies           | Sortie de Bettignies |
|        | Bettignies           | Frontière avec la Belgique |

### De Paris à Nanteuil-le-Haudouin

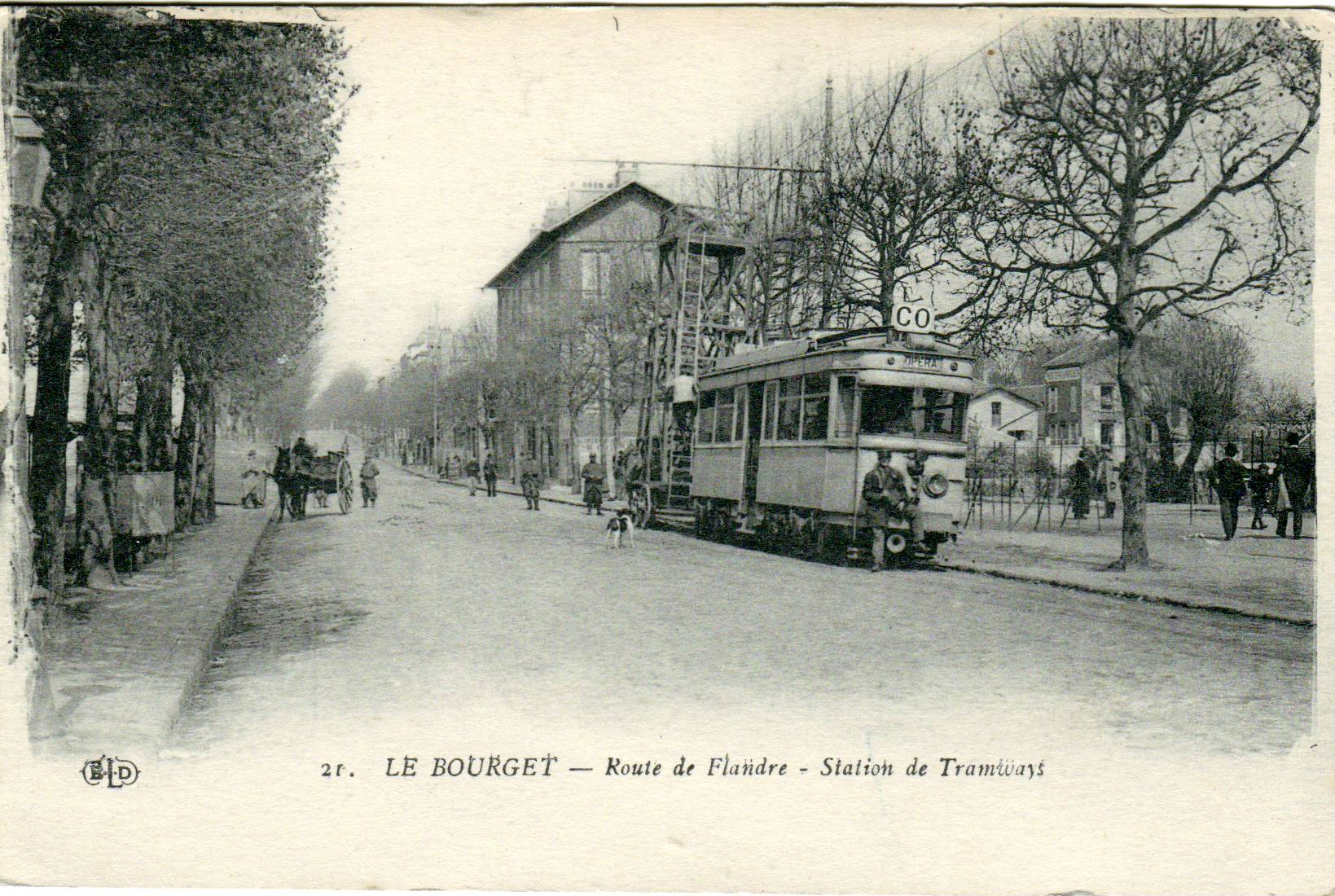
Plusieurs lignes de tramway étaient implantées en banlieue parisienne sur la RN 2. On voit ici une motrice électrique de la ligne CO (Le Bourget - Opéra) des TPDS (Compagnie des tramways de Paris et du département de la Seine) après 1913. La circulation semble bien limitée à cette époque.

- Paris (Porte de la Villette) (km 0)
- Aubervilliers et Pantin (km 1), sur le tracé de l'avenue Jean-Jaurès
- La Courneuve (km 3), avenue Paul-Vaillant-Couturier
- Le Bourget (km 5), avenue de la Division-Leclerc
- Dugny (km 6)
- Le Blanc-Mesnil (km 8), avenue du 8-Mai-1945
- Aulnay-sous-Bois (km 10)
- Villepinte (km 14)
- Mitry-Mory (km 18)
- Dammartin-en-Goële (km 30)
- Lagny-le-Sec (km 36)
- Le Plessis-Belleville (km 38)
- Nanteuil-le-Haudouin (km 44)

#### De Nanteuil-le-Haudouin à Soissons
- Nanteuil-le-Haudouin (km 44)
- Péroy-les-Gombries (km 48)
- Boissy-Fresnoy (km 49)
- Lévignen (km 54)
- Gondreville (km 57)
- Vaumoise (km 60)
- Vauciennes (km 64)
- Villers-Cotterêts (km 68)
- Vertes Feuilles, commune de Saint-Pierre-Aigle (km 79)
- Vauxbuin (km 88)
- Soissons (km 90)

#### De Soissons à Laon
- Soissons (km 90)
- Crouy (km 98)
- Le Pont Rouge, commune de Margival (km 103)
- Vauxrain, communes d'Allemant et de Vaudesson (km 109)
- Chavignon (km 113)
- Urcel (km 116)
- Étouvelles (km 120)
- Chivy-lès-Étouvelles (km 121)
- Laon (km 126)

#### De Laon à Vervins
- Laon (km 126)
- Chambry (km 132)
- La Maison Blanche, commune de Barenton-Bugny (km 136)
- Froidmont (km 143)
- Marle (km 151)
- Thiernu (km 153)
- Lugny (km 156)
- Les Baraques, commune de Saint-Gobert (km 158)
- Gercy (km 161)
- Vervins (km 165)

#### De Vervins à Avesnes-sur-Helpe
- Vervins (km 165)
- Fontaine-lès-Vervins (km 167)
- Étréaupont (km 173)
- Froidestrées (km 177)
- La Capelle-en-Thiérache (km 181)
- La Flamengrie (km 184)
- Larouillies (km 188)
- Étrœungt (km 190)
- Avesnes-sur-Helpe (km 197)

#### D'Avesnes-sur-Helpe à la frontière franco-belge
- Avesnes-sur-Helpe (km 197)
- Bas-Lieu (km 201)
- Les Trois Pavés, communes de Bas-Lieu, Dourlers et Semousies (km 203)
- Le Violon, commune de Beaufort (km 209)
- Le Pavé, commune de Beaufort (km 210)
- Louvroil (km 215)
- Maubeuge (km 219)
- La Grisoëlle, commune de Mairieux (km 222)
- Bettignies (km 225)
- Bois Bourdon, ancienne commune d'Havay, commune fusionnée de Quévy  Belgique RN 6 (km 225)

### Sections en voie express

#### Section A170 - Nanteuil-le-Haudouin
- Échangeur entre A170 et N 2
- 5a : Z.I. Mitry-Compans
- 5b :  Échangeur entre A104 et N 2, vers A1
- 7 : Saint-Mard, Dammartin-en-Goële, Longperrier
- 8 : Dammartin-en-Goële, Saint-Mard, Othis, Saint-Soupplets
- Aire de service .  (sens Paris-Soissons)
- : Lagny-le-Sec, Ève, Ver-sur-Launette
- : Le Plessis-Belleville, Ermenonville, Senlis, Meaux
- : Nanteuil-le-Haudouin
- : Nanteuil-le-Haudouin, Ermenonville
- : Crépy-en-Valois

#### Contournement de Lévignen
- : Lévignen, Betz, Lizy-sur-Ourcq
- : Ormoy-le-Davien, Crépy-en-Valois

#### Contournement de Villers-Cotterêts
- : Villers-Cotterêts, Largny-sur-Automne
- : Villers-Cotterêts, Largny-sur-Automne, Haramont, Bonneuil-en-Valois, Compiègne
- : Villers-Cotterêts, Vivières, Meaux, Château-Thierry

#### Rocade de Soissons
- Carrefour giratoire entre N 2 et N 31
- : Soissons, Belleu, Courmelles, Vauxbuin, Château-Thierry, Troyes
- : Belleu
- : Soissons, Villeneuve-Saint-Germain, Belleu, Fère-en-Tardenois, Venizel, Braine, Reims, par N 31
- : Crouy, Bucy-le-Long, Vailly-sur-Aisne, Saint-Quentin
- : Crouy

#### Section Soissons - Laon
- : Margival, Nanteuil-la-Fosse, Vregny, Bucy-le-Long
- : Laffaux, Allemant, Pinon, Anizy-le-Château
  -  Aire de repos du Moulin de Laffaux (dans les deux sens)
- : Chavignon, Craonne, Pinon, Vailly-sur-Aisne
- : Urcel, Chavignon, Anizy-le-Château, Laval-en-Laonnois, Bruyères-et-Montbérault, Étouvelles, Mons-en-Laonnois
- : Chivy-lès-Étouvelles, Étouvelles

#### Contournement sud-ouest de Maubeuge
- Carrefour giratoire entre N 2 et D 602
- : Hautmont, Louvroil
- : Maubeuge, Hautmont, Neuf-Mesnil
- Carrefour giratoire entre N 2 et D 649

## Signalisation
En région parisienne, de nombreux panneaux à messages variables sont implantés, et permettent aux franciliens et provinciaux retournant en Picardie de se rendre compte sur l'état du trafic, souvent chargé le matin et le soir aux horaires de travail.
Il existe de nombreux panneaux, qui indiquent pour certains que nous sommes situés sur la Francilienne, que l'on va rejoindre la N2 en direction de Soissons. 
Cependant, en raison de la création de la nouvelle région Hauts-de-France, regroupant la Picardie avec le Nord-pas-de-calais, les anciens panneaux ont été démantelés en 2015, sans jamais être remplacés. Le département de l'Oise également, a pour une raison inconnue enlevé les panneaux annonçant le département. 

La région Île-de-France, n'a jamais été annoncée sur la route, ce qui est pourtant un repère pour les nombreux automobilistes qui s'y rendent. 
Entre la Belgique et la France, aucun panneau de département n'est présent ou ne l'a été. Un panneau "Nord-pas-de-calais" avait cependant été implanté. Avec la création de la nouvelle région, ce panneau a été enlevé sans jamais être remis. Il existe juste un petit panonceau qui annonce "FRANCE".

## Impacts environnementaux
Les aménagements (doublement ou triplement de la voie) ont ou vont occasionner de nouveaux remembrements (arrachage de haies, suppression de prairies, homogénéisation du paysage, régression du bocage traditionnel de l'Avesnois), en particulier à Beaufort et Limont-Fontaine déjà touchés par des remembrements. Or, les remembrements sont souvent suivis d'une aggravation du ruissellement, des coulées de boue et de phénomènes érosifs qui risquent d'aggraver les apports en nitrates et produits phytosanitaires et d'affecter les masses d'eau, superficielles ou souterraines, localement et en aval.
La nouvelle route, malgré l'aménagement d'un petit écoduc au droit de la forêt risque de fragmenter de manière nouvelle la Haie d'Avesnes qui joue une fonction importante de ZoCoB (zone de connexion biologique) pour le réseau écologique paneuropéen dans une zone considérée comme très importante pour la région en termes d'écopotentialité.
Cette nouvelle route « coupera » cinq cours d’eau dont l'Helpe Majeure. Le contrat de rivière des deux Helpes devenu Schéma d'aménagement et de gestion des eaux a classé en entités naturelles patrimonialement intéressantes les bassins versants des deux Helpes et une partie de la Sambre. Une partie est également classée en zone humide prioritaire dans le programme national de restauration et protection des zones humides. Ces cours d'eau ont valeur de corridors biologiques pour la trame bleue[réf. nécessaire].
La circulation croissante est source de pollution de l'eau, de pollution de l'air et de pollution des sols, de bruit, d'écrasements de nombreux animaux (phénomène dit de roadkill).

## Tourisme
Lieux visitables à moins de 7 km de part et d'autre de la route :
- Paris : Porte de la Villette
- Le Blanc-Mesnil : Musée de l'Air et de l'Espace, et l'Aéroport de Paris-Le Bourget
- Ermenonville : château, parc, abbaye de Chaalis
- Crépy-en-Valois : églises, musée de l'archerie
- Morienval : église
- Vez : église, abbaye de Lieu-Restauré
- Largny-sur-Automne : église
- Villers-Cotterêts : Château François Ier - Musée Alexandre Dumas - Forêt de Retz, Cité Internationale de la Langue Française
- Longpont : abbaye
- Soissons : abbaye de Saint-Jean-des-Vignes, Cathédrale Saint-Gervais-et-Saint-Protais, Cité de la Musique et de la Danse
- Belleu : église Saint-André, Château de Beauregard
- le Chemin des Dames
- Nouvion-le-Vineux : église
- Laon : Enceinte fortifications, Cathédrale, abbaye
- Marle : musée des temps barbares
- La Bouteille : église fortifiée, abbaye de Foigny
- Vervins : église fortifiée
- Autreppes : église fortifiée
- Wimy : église fortifiée
- La Capelle : Pierre d'Haudroy
- Avesnes-sur-Helpe : Fortifications Vauban
- Maubeuge : Le clair de Lune - Fortifications Vauban : Porte de Mons.